# Удар по системе
«Удар по системе» (англ. A Shock to the System) — американский комедийный триллер режиссёра Жана Эглсона по роману Саймона Бретта. Премьера фильма состоялась 23 марта 1990 года.

## Сюжет
Грэм Маршалл отдал компании многие годы и заслужил очередное повышение. Однако его опережает более молодой и не стесняющийся в средствах заместитель Роберт Бенэм, который избавляется от неугодных ему людей. Уязвлённый Грэм принимает правила игры и переходит к ответным действиям. Первый, кто попадает под удар, — надоедливая жена Маршалла Лесли.

## В ролях
- Майкл Кейн — Грэм Маршалл
- Элизабет Макговерн — Стелла Андерсон
- Питер Ригерт — Роберт Бенэм
- Свуси Кёрц — Лесли Маршалл
- Уилл Паттон — лейтенант Лейкер
- Дженни Райт — Мелани О'Коннер
- Джон МакМартин — Джордж Брустер
- Барбара Баксли — Лилиан
- Хевиленд Моррис — Тара Листон
- Филип Мун — Генри Парк
- Зак Гренье — исполнитель
- Майк Старр — бездельник
- Мигель Перес — полицейский
- Джон Финн — машинист
- Сэмюэл Л. Джексон — камео
- Джо Залум — продавец хотдогов
- Сокорро Сантьяго — работница автопроката
- Фрэнк Феррара — таксист

## Съёмочная группа
- Режиссёр-постановщик: Жан Эглсон
- Сценарист: Эндрю Клаван
- Продюсер: Патрик МакКормик
- Оператор: Пол Голдсмит
- Композитор: Гэри Чанг
- Художник-постановщик: Говард Каммингз
- Художник по костюмам: Джон Э. Данн
- Гримёры: Кэтрин Бир, Тони Тримбл
- Монтажёры: Уильям М. Андерсон, Питер Фрэнк
- Звукорежиссёры: Луис Бертини, Джеффри Стейн, Луис Черборино, Томас Э. Гулино
- Спецэффекты: Уилфред Кэбан, Стивен Киршофф
- Визуальные эффекты: Рэнделл Балсмейер
- Постановщик трюков: Фрэнк Феррара

## Признания
- 1990 — Кинофестиваль в Довиле: номинация на премию кинокритиков — Жан Эглсон